# الپاسلان، تاشوا
الپاسلان، تاشوا (به لاتین: Alpaslan, Taşova) یک منطقهٔ مسکونی در ترکیه است که در استان آماسیه واقع شده‌است.